# Jevgenij Valentinovič Kasperskij
Jevgenij Valentinovič Kasperskij (rusky Евгений Валентинович Касперский, anglicky Eugene Kaspersky, narozen 4. října 1965 v Novorossijsku, v bývalém SSSR) je jedním z předních světových expertů na bezpečnost informačních technologií. Vede globální společnost zabývající se IT bezpečností Kaspersky Lab, kterou založil společně se skupinou kolegů v roce 1997, poté co v 80. letech vyvíjel antivirové technologie. Kaspersky nyní působí v téměř 200 zemích s 30 pobočkami po celém světě.

## Vzdělání
Kasperskij se zajímal o matematiku už během puberty. Během docházky do školy navštěvoval také speciální mimoškolní kurzy pokročilé matematiky a fyziky organizované Moskevským institutem fyziky a technologií. Po výhře v matematické soutěži byl vybrán ke studiu na speciální technologické škole – Kolmogorově zvláštním centru pro studium věd na Moskevské státní univerzitě, kde pokračoval ve studiu fyziky a vyšší matematiky.
V roce 1987 zakončil úspěšně studium na Matematické fakultě Vysoké školy KGB (v roce 1992 přejmenované na Institut kryptografie, telekomunikací a výpočetních věd na Akademii FSB) v Moskvě, kde studoval matematiku, kryptografii a výpočetní techniku. Absolvoval obor matematického inženýrství.

## Kariéra
Po dokončení studií začal Kasperskij pracovat v mnoho-oborovém výzkumném institutu obrany. Právě tady začal poprvé studovat počítačové viry, poté co v roce 1989 objevil virus Cascade. Po jeho analýze naprogramoval Kasperskij nástroj na jeho odstranění – první z mnoha dalších, které následovaly. Cascade byl prvním škodlivým programem v databázi Kaspersky Lab, která dnes obsahuje přes 100 milionů vzorků malwaru.
V roce 1991 nastoupil Kasperskij do KAMI Information Technology Center, kde vedl malý tým spolupracovníků vyvíjejících Anti-Virus Toolkit Pro (AVP) – předchůdce Kaspersky Lab Anti-Virus, který přišel o několik let později. Jevgenij byl zodpovědný za to, že se AVP stal prvním antivirovým programem na světě, který odděloval software od antivirové databáze, což je dnes v tomto odvětví běžné. Také přišel s myšlenkou dát AVP první grafické uživatelské rozhraní.
V listopadu 1992 vydal tým svůj první plnohodnotný produkt – AVP 1.0. V roce 1994 se umístil na prvním místě ve srovnávacích testech laboratoře Univerzity v Hamburku. Předvedl lepší výsledky detekce virů a jejich zneškodnění než většina tehdy běžných antivirových programů. Překvapivé výsledky přineslo AVP mezinárodní věhlas.
Ve stejné době začal tým prodávat licence svého unikátního know-how zahraničním IT firmám – což trvá dodnes (více než 80 IT společností licencuje technologie od Kaspersky Lab).
V roce 1997 si Kasperskij se svými kolegy zaregistroval nezávislou společnost a stali se tak zakladateli Kaspersky Lab. Původně Kasperskij nechtěl používat své jméno v názvu firmy, ale jeho tehdejší manželka Natálie Kasperská (také jedna ze zakladatelek) ho k tomu nakonec přemluvila. V listopadu 2000 byl AVP přejmenován na Kaspersky Anti-Virus.
Od založení společnosti až do roku 2007 byl Jevgenij Kasperskij šéfem antivirového výzkumu firmy. V roce 2007 se stal generálním ředitelem Kaspersky Lab. Dnes se soustředí na strategické vedení firmy, kvůli čemuž často cestuje po celém světě. Jeho kancelář je umístěná poblíž pracoviště bezpečnostních expertů – členů týmu Global Research and Analysis Team (GReAT) a Virus Labu, což je považováno za nervové centrum Kaspersky Lab. Kasperskij je zároveň spoluautorem několika patentů.

## Osobní život
Jevgenij žije se svou třetí ženou a má tři děti. Jeden z jeho synů, Ivan, byl v roce 2011 unesen a po třech dnech osvobozen.
Jmění Jevgenije Kasperského bylo v roce 2011 odhadováno na 800 milionů dolarů, v přepočtu asi 15 miliard korun. Zatímco rád tvrdí, že vlastní „společnost, byt v Moskvě, BMW a nic jiného nepotřebuje,“ má slabost pro závody Formule 1 a auta Ferrari. V roce 2010 se dokonce stal sponzorem italského závodního týmu AF Corse Ferrari a rok poté začal sponzorovat závodní tým Scuderia Ferrari Formule 1. V dubnu 2013 podepsala Kaspersky Lab pětiletý kontrakt s Ferrari na poskytování kompletního zabezpečení IT sítě automobilové společnosti.
Jevgenij Kaspersky je popisován jako okázalý a veselý společník s velkým charisma. Na základě svých četných pracovních cest píše blog o místech, která navštívil. Vedle toho bloguje i o problematice IT bezpečnosti. Často navštěvuje exotické destinace, mezi jeho nejoblíbenější a nejnavštěvovanější patří vulkanický poloostrov Kamčatka na ruském dálném východě.

## Ocenění
V roce 2012 Kasperskij obdržel čestný doktorát věd na univerzitě v britském Plymouthu. Ve stejném roce byl jmenován mezi 25 největšími inovátory roku podle CRN.
Mezi jeho další významná ocenění patří:
- Top-100 Global Thinker (sto nejvlivnějších intelektuálů světa), Foreign Policy Magazine - 2012[17]
- Technology Hero of the Year (technologický hrdina roku), V3 - 2012[18]
- Top-100 Executive in the IT Channel (sto nejlepších šéfů v IT kanálech), CRN - 2012[19]
- World’s Most Powerful Security Exec (nejvlivnější bezpečnostní šéf na světě), SYS-CON Media - 2011[20]
- Business Person of the Year (osobnost obchodu roku), American Chamber of Commerce in Russia - 2011[21]
- Outstanding Contribution to Business Award (cena za výjimečné zásluhy v byznysu), CEO Middle East - 2011[22]
- CEO of the Year (generální ředitel roku), SC Magazine Europe - 2010[23]
- Lifetime Achievement Award (ocenění za celoživotní zásluhy), Virus Bulletin - 2010[24]
- Strategic Brand Leadership Award (cena za strategické vedení značky), World Brand Congress - 2010[25]
- Cena Runet (Zásluhy za internet v ruském jazyce), Ruská federální agentura pro tisk a masovou komunikaci – 2010[26]

## Ostatní
Jevgenij Kasperskij už několik let veřejně deklaruje své obavy před možným „katastrofickým“ kybernetickým útokem na klíčovou infrastrukturu. Podporuje snahy o rozšíření smluv o nešíření zbraní o kybernetické zbraně a během svých přednášek a projevů zmiňuje současnou eskalaci kybernetických konfliktů, která by měla mezinárodní komunitu přimět k jednání.
Vzdělání v kybernetické bezpečnosti považuje za klíčový faktor v řešení kybernetických výzev – a to jak běžných uživatelů, tak zejména IT administrátorů, kteří jsou podle něj často nedostatečně vzděláni. Prosazuje také spolupráci mezi vládami a bezpečnostním průmyslem a zavedení univerzálních bezpečnostních standardů a pravidel.
„Soukromý sektor – zejména IT a bezpečnostní odvětví a také určitá klíčová odvětví, pro něž je IT bezpečnost na předních místech v důležitosti – mají bohaté zkušenosti v kybernetickém boji, z nichž by státní orgány mohly výrazně profitovat.“
Kasperskij podporuje myšlenku internetového identifikačního průkazu pro důležité transakce – volby, online bankovnictví, komunikace s úřady, apod. „Jsem přesvědčen, že by světová internetová síť WWW měla být rozdělena do tří zón. Červená pro klíčové procesy, v níž by použití internetového ID bylo povinné. Pak žlutá zóna, kde je potřeba nějaká autorizace, například ověření věku při online prodeji alkoholu nebo dospělého obsahu. A nakonec zelená zóna (blogy, sociální sítě, zpravodajské servery, chaty…), která by byla o svobodě slova a kde by žádná autorizace nebyla třeba.“
Novinář Noah Shachtman ve svém článku v časopise Wired v roce 2012 tvrdil, že má Jevgenij Kasperkij vazby na Kreml. Kasperskij tato tvrzení odmítá.
Jevgenij Kasperskij je členem mezinárodní poradní skupiny organizace International Multilateral Partnership Against Cyber Threats (IMPACT).
V březnu 2013, po setkání mezi Jevgenijem Kasperskym, Ronaldem Noblem (generálním tajemníkem INTERPOLu) a Noborem Nakatanim (ředitelem sekce INTERPOL Global Complex for Innovation, IGCI), začala Kaspersky Lab oficiálně úzce spolupracovat s IGCI na snahách lepšího zabezpečení internetu.

## Knihy

### Autorství
- Viry MS-DOS (v ruštině) (1992)
- Poznámky z cest 2006 (v ruštině)[35]
- Nový rok na jižním pólu (2010)[36]
- Muchovy obrazy (2011)[37]
- Nejlepších sto míst na Zemi, která musíte navštívit (2012) (v ruštině)[38]

### Životopis
- Princip Kasperskij – Vladislav Dorofeev a Tatiana Kostileva, nakladatelství Kommersant (2011) (v ruštině)